# Helmuth von Glasenapp

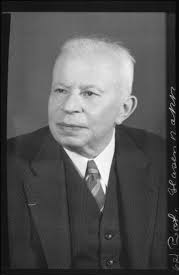
Helmuth von Glasenapp, um 1960

Otto Max Helmuth von Glasenapp (* 8. September 1891 in Berlin; † 25. Juni 1963 in Tübingen) war ein deutscher Indologe und Religionswissenschaftler, der als Professor in Königsberg (1928–1944) und Tübingen (1946–1959) lehrte. Einige seiner Bücher, mit denen er sich auch an ein breiteres Publikum richtete, gelten bis heute als Standardwerke und erleben immer wieder Neuauflagen in mehreren Sprachen.

## Leben
Helmuth von Glasenapp entstammte dem weitverzweigten pommerschen Adelsgeschlecht Glasenapp, gehörte zu einem 1805 gegründeten briefadeligen Zweig der Familie, und war der Sohn des späteren Vizepräsidenten der Reichsbank Otto von Glasenapp und dessen Ehefrau Lilli geb. Jähns. Kurt Karl Gustav von Glasenapp ist sein Onkel.
Von 1910 bis 1914 studierte Glasenapp an der Eberhard Karls Universität Tübingen, der Ludwig-Maximilians-Universität München, der Friedrich-Wilhelms-Universität zu Berlin und der Rheinischen Friedrich-Wilhelms-Universität Sanskrit, Pali und Allgemeine Religionswissenschaft. 1914 wurde er in Bonn bei Hermann Jakobi mit einer Dissertation über Die Lehre vom Karman in der Philosophie der Jainas promoviert. Während des Ersten Weltkrieges war er Mitarbeiter des Auswärtigen Amtes in dessen neugegründeter Nachrichtenstelle für den Orient. Aufgrund seiner Expertise in den Sprachen Panjabi und Hindi wurde er zudem Teil der Königlich Preußischen Phonographischen Kommission. Ziel der Kommission war es, die etwa 250 Sprachen, die unter den Internierten der deutschen Kriegsgefangenenlager gesprochen wurden, zu erfassen.
1918 habilitierte er sich in Bonn mit einer Arbeit über Madhvas System des Vishnu-Glaubens und hielt im Mai 1918 seine Antrittsvorlesung, konnte jedoch aufgrund der Kriegswirren keine Lehrtätigkeit aufnehmen und wurde schließlich im April 1920 nach Berlin umhabilitiert, wo er bis 1928 als Privatdozent lehrte. 1927/28 bereiste er mit seinem Vetter Udo von Alvensleben Indien.
1928 wurde Glasenapp als Nachfolger von Rudolf Otto Franke auf die außerordentliche Professur für Indologie der Albertus-Universität Königsberg berufen, die er bis Kriegsende innehatte. Am 6. Mai 1946 erhielt er dann den durch die Entpflichtung von Jakob Wilhelm Hauer freigewordenen Lehrstuhl für Indologie und Vergleichende Religionswissenschaft seines ehemaligen Lehrers Richard von Garbe in Tübingen. 1959 wurde er emeritiert; er hielt dennoch bis zu seinem Tod 1963 weiter Vorlesungen, vor allem im Bereich der Religionswissenschaft, während der Bereich der Indologie von seinem Nachfolger Paul Thieme übernommen wurde.
Glasenapp reiste 1927 erstmals nach Indien und unternahm in den folgenden Jahrzehnten zahlreiche weitere Studien- und Vortragsreisen in verschiedene Länder des Orients und nach Afrika.
Unverheiratet geblieben, erlag v. Glasenapp im 72. Lebensjahr den Folgen eines Verkehrsunfalls. Seine letzte Ruhestätte fand er auf dem Bergfriedhof (Tübingen). Posthum erschien 1964 seine Autobiographie unter dem Titel Meine Lebensreise. Menschen, Länder und Dinge, die ich sah.

### Wissenschaftliche Bedeutung
Neben zahlreichen historisch-philologischen Einzelstudien zu Werken der Sanskritliteratur und deutschen Übersetzungen klassischer Sanskritdichtungen veröffentlichte Glasenapp eine Reihe umfassender Überblicksdarstellungen zu den Religionen Hinduismus, Jainismus und Buddhismus und ihren jeweiligen Philosophien, die teils bis heute als Standardwerke gelten, zahlreiche Neuauflagen in verschiedenen Sprachen erlebten und auch in Indien auf breite Rezeption stießen. Auch untersuchte Glasenapp in mehreren Publikationen das Verhältnis deutscher Geistesgrößen wie Immanuel Kant oder Johann Gottfried von Herder zur indischen Philosophie.

### Ehrungen

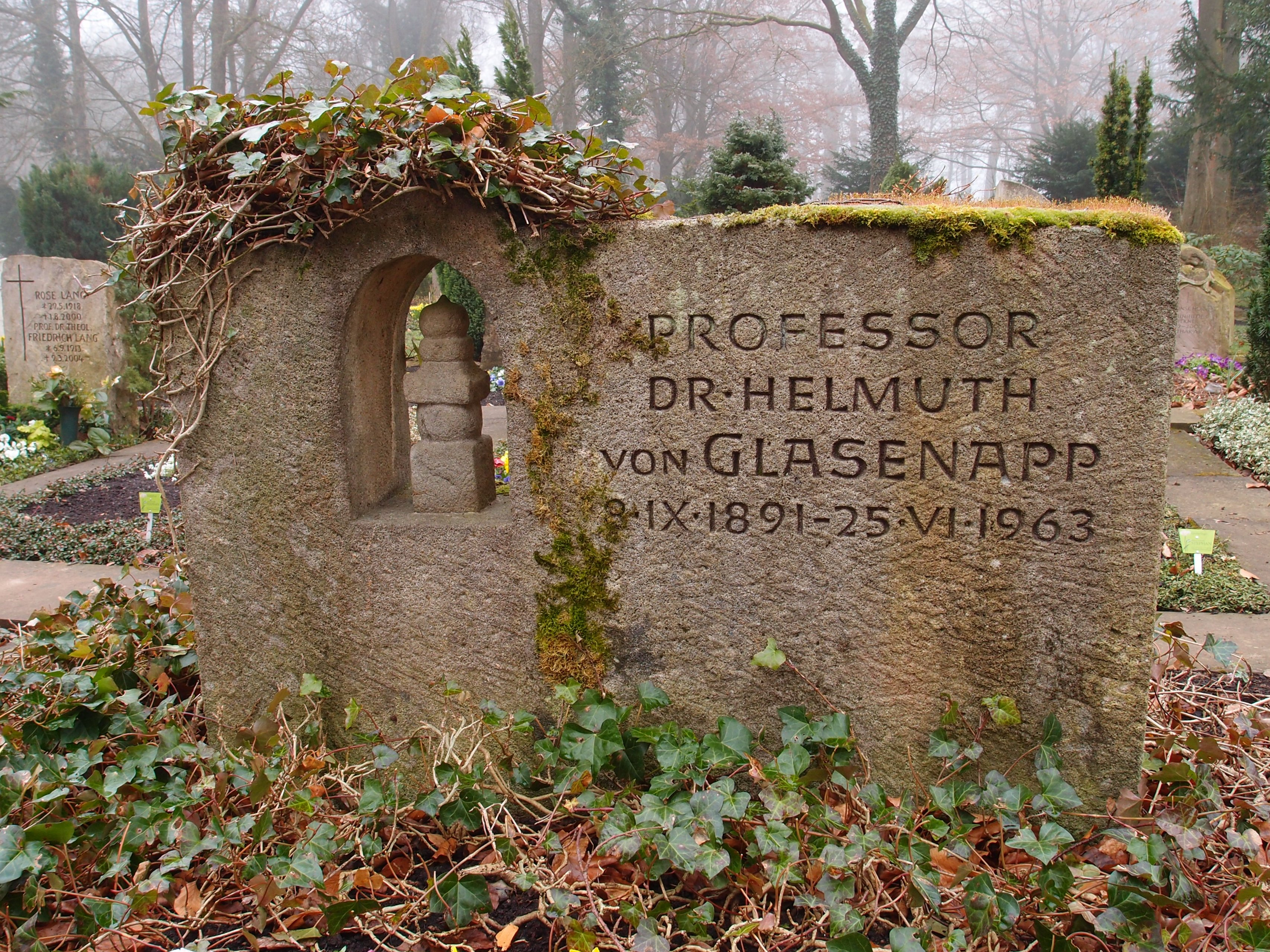
Glasenapps Grab

- Korrespondierendes Mitglied der Akademie der Wissenschaften und der Literatur Mainz (1949)
- Ordentliches Mitglied der Deutschen Akademie für Sprache und Dichtung
- Mitglied des deutschen P.E.N.
- Großes Bundesverdienstkreuz (1961, anlässlich seines 70. Geburtstages)
- Die Stadt Tübingen benannte eine Straße nach von Glasenapp.

## Helmuth-von-Glasenapp-Stiftung
Testamentarisch verfügte Glasenapp über die Deutsche Morgenländische Gesellschaft die Einrichtung einer Stiftung, die er mit 150.000 Deutsche Mark Grundkapital und allen künftigen Tantiemen aus seinen Publikationen ausstattete, verbunden mit der Auflage, die Erträge ausschließlich und unmittelbar zur Förderung der deutschen Indienforschung zu verwenden. Die gemeinnützige Stiftung konstituierte sich 1964 und hat ihren Sitz in Wiesbaden. Nach Wolfgang Voigt (1964–1980), Heinz Bechert (1981–1987) und Claus Vogel (1988–2012) wird sie seit 2013 von Harry Falk geleitet.

## Schriften (Auswahl)
- Die Lehre vom Karman in der Philosophie der Jainas nach den Karmagranthas. Philosophische Dissertation Bonn. Harrassowitz, Leipzig 1915.
- Der Hinduismus. Religion und Gesellschaft im heutigen Indien. Kurt Wolff, München 1922.
- Madhvas Philosophie des Vishnu-Glaubens. Mit einer Einleitung über Madhva und seine Schule. Schroeder, Bonn 1923.
- Indien. In: Karl Döhring (Hrsg.): Der indische Kulturkreis in Einzeldarstellungen. Georg Müller, München 1925.
- Der Jainismus. Eine indische Erlösungsreligion. Alf Häger, Berlin 1925.
- Brahma und Buddha. Die Religionen Indiens in ihrer geschichtlichen Entwicklung. Deutsche Buchgemeinschaft, Berlin 1926.
- Religiöse Reformbewegungen im heutigen Indien. Hinrichs, Leipzig 1928.
- Heilige Stätten Indiens. Die Wallfahrtsorte der Hindus, Jainas und Buddhisten, ihre Legenden und ihr Kultus. Georg Müller, München 1928.
- Britisch-Indien und Ceylon (= Weltpolitische Bücherei. Band 14). Zentralverlag, Berlin 1929.
- Die Literaturen Indiens von ihren Anfängen bis zur Gegenwart. Athenaion, Potsdam 1929. Neuausgabe: Die Literaturen Indiens. Kröner, Stuttgart 1961.
- Der Buddhismus in Indien und im Fernen Osten. Schicksale und Lebensformen einer Erlösungsreligion. Atlantis, Berlin 1936.
- Buddhistische Mysterien. Die geheimen Lehren und Riten des Diamant-Fahrzeugs. Spemann, Stuttgart 1940 (Sammlung Völkerglaube).
- Die Religionen Indiens (= Kröners Taschenausgabe. Band 190). Kröner, Stuttgart 1943. DNB 579971171.
- Die Weisheit des Buddha. Bühler, Baden-Baden 1946.
- Der Stufenweg zum Göttlichen. Shankaras Philosophie der All-Einheit. Bühler, Baden-Baden 1948.
- Die Philosophie der Inder. Eine Einführung in ihre Geschichte und ihre Lehren. Kröner, Stuttgart 1949.
- Vedānta und Buddhismus (= Abhandlungen der Akademie der Wissenschaften und der Literatur. Geistes- und sozialwissenschaftliche Klasse. Jahrgang 1950, Band 11). Verlag der Wissenschaften und der Literatur in Mainz (in Kommission bei Franz Steiner Verlag, Wiesbaden).
- Zwei philosophische Râmâyaṇas (= Abhandlungen der Akademie der Wissenschaften und der Literatur. Geistes- und sozialwissenschaftliche Klasse. Jahrgang 1951, Band 6). Verlag der Wissenschaften und der Literatur in Mainz (in Kommission bei Franz Steiner Verlag, Wiesbaden).
- Die fünf großen Religionen. 2 Bände:
  - Band 1: Brahmanismus. Buddhismus. Chinesischer Universalismus. Diederichs, Düsseldorf/Köln 1951.
  - Band 2: Islam und Christentum. Diederichs, Düsseldorf/Köln 1952.
- Die Religionen der Menschheit. Ihre Gegensätze und ihre Übereinstimmungen (= Unesco Schriftenreihe. Band 6). Wilhelm Frick, Wien 1954.
- Kant und die Religionen des Ostens. Holzner, Kitzingen 1954.
- Buddhismus und Gottesidee. Die buddhistischen Lehren von den überweltlichen Wesen und Mächten und ihre religionsgeschichtlichen Parallelen. Akademie der Wissenschaften und der Literatur, Mainz 1954 (= Abhandlungen der Akademie der Wissenschaften und der Literatur. Geistes- und sozialwissenschaftliche Klasse. Jahrgang 1954, Band 8).
- Der Pfad zur Erleuchtung. Grundtexte der buddhistischen Heilslehre. Diederichs, Düsseldorf/Köln 1956.
- Die nichtchristlichen Religionen. 2. Auflage. Stuttgart 1959 (= Das Fischer-Lexikon. Band 1).
- Glaube und Ritus der Hochreligionen in vergleichender Übersicht (= Fischer Bücherei. Band 346). S. Fischer, Frankfurt am Main 1960.
- Meine Lebensreise. Menschen, Länder und Dinge, die ich sah. Brockhaus, Wiesbaden 1964.

## Schriftenverzeichnisse
- Zoltán Károlyi: Helmuth von Glasenapp-Bibliographie. Harrassowitz, Wiesbaden 1968, ISBN 978-3-447-04850-7.
- Volker Moeller, Heinz Bechert (Hrsg.): Helmuth von Glasenapp: Ausgewählte Kleine Schriften. Mit einem Nachtrag zur Helmuth von Glasenapp-Bibliographie von Zoltán Károlyi. Harrassowitz, Wiesbaden 1980, ISBN 978-3-447-04863-7.

## Genealogie
- Gothaisches Genealogisches Taschenbuch der Adeligen Häuser 1942, B (Briefadel), Vierunddreißigster Jahrgang, Justus Perthes, Gotha 1941, S. 172. Zugleich Adelsmatrikel der Deutschen Adelsgenossenschaft.